# Колон, Алекс
Алекс Патрисио Колон Руэда (исп. Alex Patricio Colón Rueda; род. 17 ноября 1986 года в Кито, Эквадор) — эквадорский футболист, атакующий полузащитник и капитан клуба «Депортиво Кито».

## Клубная карьера
Колон — воспитанник ЛДУ Кито. В 2008 году Алекс дебютировал в профессиональном футболе, отыграв два сезона за «Универсидад Текника де Котопахи». В 2011 году он перешёл в «Текнико Университарио». 20 марта в поединке против «Депортиво Ривер Плейт» Колон забил свой первый гол за «Университарио». В своём первом сезоне он помог клубу выйти в элиту. 5 февраля 2012 года в матче против «Эль Насьональ» Колон дебютировал в эквадорской Примере. 25 февраля в поединке против «Ольмедо» он сделал хет-трик.
В начале 2013 года Алекс перешёл в «Депортиво Кито». 30 января в матче против «Депортиво Кеведо» он дебютировал за новую команду. В этом же поединке Колон забил свой первый гол за клуб. Через год Алекс перешёл в мексиканскую «Пачуку». 5 января в матче против «Толуки» он дебютировал в мексиканской Примере. 26 января в поединке против «Леона» Колон забил свой первый гол за «Пачуку».
Летом 2014 года Алекс для получения игровой практики на правах аренды перешёл в «Минерос де Сакатекас». 19 июля года в матче против «Коррекаминос» он дебютировал в Лиге Ассенсо.
В начале 2015 года Колон вернулся на родину, где подписал контракт с «Барселоной» из Гуаякиль. 31 января в матче против ЛДУ Лоха он дебютировал за «Барсу». 29 марта в поединке против «Универсидад Католика» Алекс забил свой первый гол за клуб из Гуаякиль.
В 2018 году перешёл в эквадорский клуб «Депортиво Кито»

## Международная карьера
В 2011 году Колон принял участие в Панамериканских играх.